# معاداة اليهودية

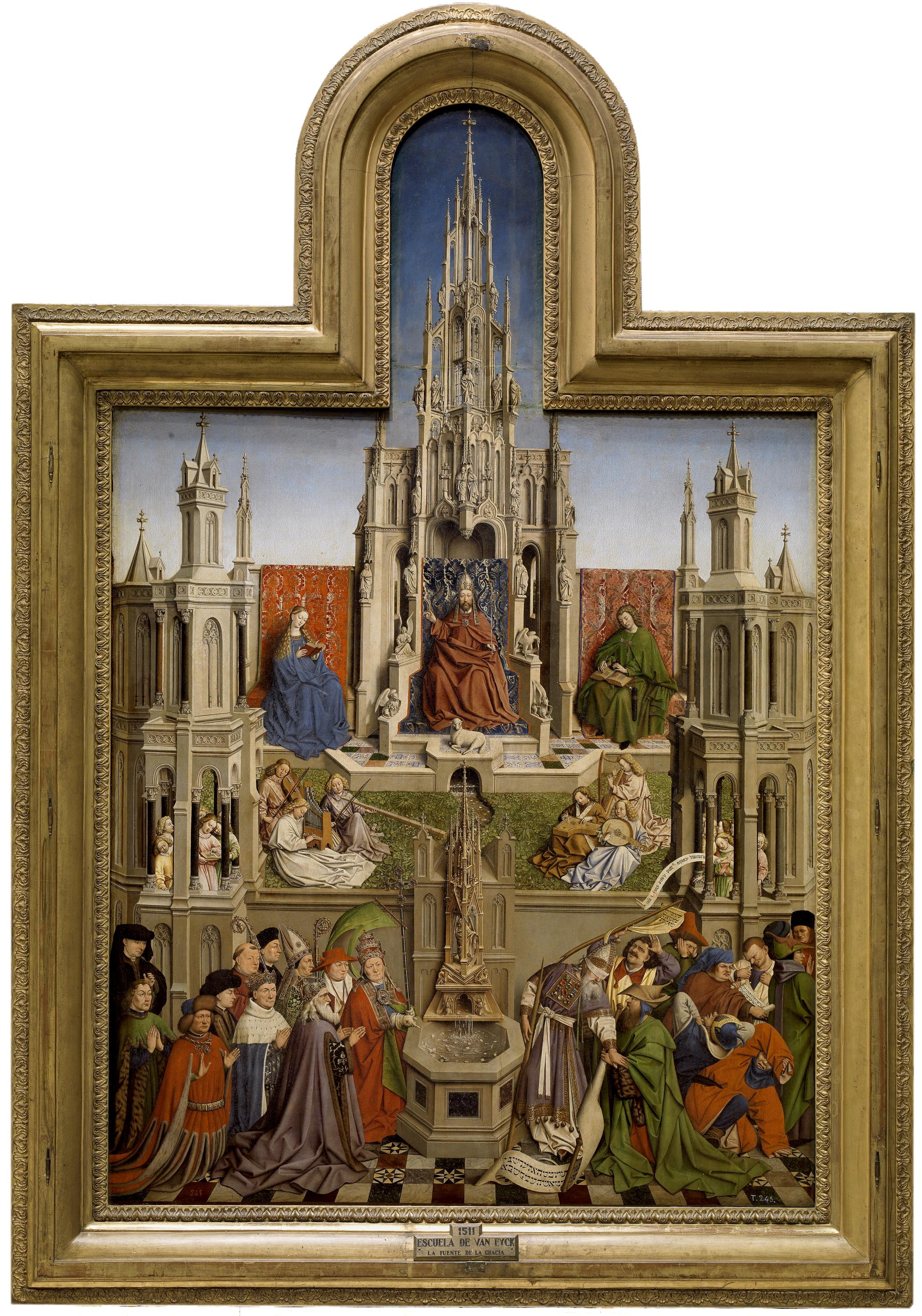

معاداة اليهودية هي «المعارضة الكاملة أو الجزئية لليهودية (ولليهود كأتباع لها) من قبل أشخاص يقبلون نظامًا متنافسًا من المعتقدات والممارسات، ويعتبرون بعض المعتقدات والممارسات اليهودية الحقيقية أقل شأنًا». تختلف معاداة اليهودية باعتبارها رفضًا لطريقة معينة للتفكير بالله عن معاداة السامية التي هي أقرب إلى شكل من أشكال العنصرية. صاغ العلماء الذين يرون خطًا أقل وضوحًا بين اللاهوت والعنصرية مصطلح معاداة السامية الدينية. تحدى علماء المسيحية والإسلام مفهوم اليهودية على مدى الألفي سنة الماضية.

## الإمبراطورية الرومانية ما قبل المسيحية
كان الدين جزءًا لا يتجزأ ممن الحكومة المدنية في روما القديمة. أُعلن بعض الأباطرة آلهة على الأرض وطالبوا بعبادتهم وفقًا لذلك في جميع أنحاء الإمبراطورية الرومانية، وذلك بدايةً من إعلان مجلس الشيوخ الروماني لألوهية يوليوس قيصر في 1 يناير عام 42 ق.م. خلق هذا صعوبات دينية لليهود التوحيديين وعابدي الإله ميثرا وصبازيوس والمسيحيين الأوائل. مُنع اليهود من خلال الوصايا التوراتية من عبادة أي إله آخر غير إله التوراة.
ظهرت الأزمة التي نشبت في ظل حكم الإمبراطور كاليغولا (37-41) على أنها «أول استراحة مفتوحة بين روما واليهود» على الرغم من أن المشاكل كانت واضحة بالفعل خلال اكتتاب كيرينيوس في عام 6 وتحت حكم سيدجنيوس (قبل عام 31).
غيّر هادريان اسم محافظة إيوديا إلى سوريا فلسطين والقدس إلى أيليا كابيتولينا في محاولة لمحو الروابط التاريخية للشعب اليهودي بالمنطقة بعد الحروب اليهودية الرومانية (66-135). لم يُسمح لليهود واليهود المرتدين أيضًا بممارسة دينهم إلا إذا دفعوا الضريبة اليهودية بعد عام 70، ومُنعوا من دخول القدس بعد عام 135 باستثناء يوم ذكرى خراب الهيكل.
أُعدم فلافيوس كليمنس بسبب «عيشه حياة يهودية» أو «الانجراف للعيش بطرق يهودية» في عام 95م والتي ربما كانت مرتبطة بإدارة الضريبة اليهودية تحت حكم دوميتيان.
تبنت الإمبراطورية الرومانية المسيحية كدين للدولة مع مرسوم تيسالونيكي في 27 فبراير عام 380.

## المعاداة الإسلامية لليهودية
تُعطى مساحة بارزة من الجدال القرآني ضد اليهود لمفهوم دين إبراهيم. يعرض القرآن المسلمين على أنهم ليسوا يهود أو مسيحيين، وإنما كأتباع لإبراهيم (الذي كان بمعنى مادي) والد كل من اليهود والعرب وعاش قبل إنزال التوراة. يذكر القرآن الحادث الذي عبد فيه الإسرائيليون العجل الذهبي من أجل إظهار أن الدين الذي يمارسه اليهود ليس الدين النقي الذي مارسه إبراهيم، وذلك للقول بأن اليهود لا يؤمنون بجزء من الوحي الذي أُنزل عليهم، وأن ممارستهم للربا تُظهر دنيويتهم وعصيانهم الله. يزعم القرآن أنهم ينسبون إلى الله ما لم يكشفه. قدم ابن حزم في كتابه الجدلي ضد اليهودية قائمةً جدليةً بما اعتبره «عدم تناسق وتناقض زمني وجغرافي واستحالة لاهوتية (تعبيرات مجسمة وقصص الزنا والعبادة وإسناد الخطايا إلى الأنبياء) والافتقار للانتقال الموثوق (علم مصطلح الحديث) في النص.

### بين القرنين التاسع والثالث عشر
كانت المجتمعات المتسامحة نسبيًا من مختلف الخلافات ما تزال مدفوعة في بعض الأحيان لفرض قوانين تمييزية ضد أعضاء الديانة اليهودية طوال العصر الذهبي الإسلامي. حدثت أمثلة على هذه الاضطهادات الشديدة تحت سلطة حركات إسلامية راديكالية متعددة مثل الخليفة الفاطمي الحكيم بأمر الله في القرن الحادي عشر وخلافة الموحدين في القرن الثاني عشر، والشيعي عبد النبي بن مهدي الذي كان إماماً لليمن في القرن الحادي عشر الميلادي.

### العصور الوسطى المتأخرة والفترة الحديثة المبكرة
طُبِّقت قوانين التمييز بشكل أكثر انتظامًا بعد تراجع التأثير العلماني داخل المجتمع الإسلامي والتهديدات الخارجية التي يشكلها غير المسلمين.

## القومية ومعاداة اليهود في أوروبا

### النشأة
في ظل تبلور مفاهيم القومية والدولة القومية في أوروبا، نظّر مفكروها للطهارة العرقية وتعريف المواطنة إثنياً، وظهرت "معاداة السامية" في المانيا كتسمية لتبلور معاداة اليهود أوروبا وأوربا الشرقية، ويشير مؤرخ الصهيونية اليهودي-الألماني أليكس بين والباحث الإسرائيلي المعاصر أفنير فالك Avner Falk إلى إستخدام مورتيتز ستاينشنايدر (دارس لليهودية من القرن التاسع عشر (مستشرق) يهودي عاش في الأمبراطوريتين الألمانية والنمسا-مجرية) للفظة لوصف ذلك المفهوم في كتاباته ردا على آراء الفرنسي ارنست رينان (دارس للعقائد الدينية من القرن التاسع عشر، ومؤرخ منظّر للقومية) والذي نشر أفكاره الزائفة حول كيف أن "الأعراق السامية" أدنى من "الأعراق الآريّة"، وأن ستنشنايدر استخدم عبارة "antisemitische Vorurteile" (التعصّب ضدّ الساميّة) لتوصيف النظريات الزائفة حول العرق، والحضارة، و«التقدم» والتي إنتشرت على نطاق واسع في أوروبا في النصف الثاني من القرن التاسع عشر، لا سيما أنّ المؤرخ القومي البروسي هنريك فون تريتشك Heinrich von Treitschke قام بجهود كبيرة لتعزيز هذا الشكل من العنصريّة. فصاغ عبارة «اليهود هم مصيبتنا» والتي اُسْتُخْدِمَت على نطاق واسع في وقت لاحق من قبل النازيين. يَستخدم تريتشيك وفقاً لأفنير فالك، مصطلح «سامي» بشكلٍ شبه مرادف لكلمة «يهودي»، وذلك على النقيض من استخدام رينان له للإشارة إلى مجموعة كاملة من الشعوب، بالاعتماد بشكل عامّ على المعايير اللغويّة. ووفقاً لجوناثان هيس Jonathan M. Hess، استخدم المصطلح في الأصل من قبل مؤلّفيه «للتشديد على الفرق الجذريّ بين معاداة الساميّة التي أنشؤوها بأنفسهم والأشكال السابقة من العداء تجاه اليهود واليهودية.»

### النازية والتطهير العرقي
إنتصرت الأفكار القومية في ألمانيا، وبتولي أدولف هتلر عام 1933م للحكم، تمأسس برنامج حكومة ألمانيا النازية للتخلص من اليهود تحت عنوان يودنراين (خالية أو مطهرّة من اليهود)، فكانت ترتكز على سياسة ترحيل اليهود في ألمانيا، وبعد بداية الحرب العالمية الثانية سنة 1939، بدأت سياسة إقصاء العرق اليهودي من أوروبا تمتد من بولندا وما تبقى من أوروبا الشرقية كدولة بوروسيا وبيلا روسيا والاتحاد السوفيتي وغير ذلك،  وطوّر النظام النازي عمليات الاضطهاد والقتل الممنهج مع حلفائه والمتعاونين معه لتبلغ عمليات الإبادة ذروتها بين اعوام 1941 و 1945 بعد إصدار الحل الأخير. لتضم ليس الإضطهاد والقتل الممنهج لليهود وحسب، بل أيضا للمجموعات المخلتفة، العرقية مثل الإبادة الجماعية لشعب الغجر الروم  والمعارضين السياسيين والمعاقين وغيرهم الكثير.